# 13239 Kana
13239 Kana è un asteroide della fascia principale. Scoperto nel 1998, presenta un'orbita caratterizzata da un semiasse maggiore pari a 2,3335756 UA e da un'eccentricità di 0,2502105, inclinata di 2,84115° rispetto all'eclittica.